# Rupert Hollaus
Rupert Hollaus (4 septembre 1931 - 11 septembre 1954) était un coureur de moto sur route du Grand Prix d'Autriche qui a concouru pour l' équipe de course d'usine NSU. Il est le seul Autrichien à remporter un championnat du monde de course sur route et le premier coureur à le faire à titre posthume,,,,.
Rupert Hollaus a subi un sort similaire à celui de Jochen Rindt 16 ans plus tard . En tant que champion du monde déjà établi dans la catégorie 125 cm3, il a eu un accident mortel alors qu'il s'entraînait pour le Grand Prix des Nations à Monza, en Italie.